# قلعه نشتبان
قلعه نشتبان مربوط به هزاره اول قبل از میلاد - سده‌های میانه دوران‌های تاریخی پس از اسلام است و در شهرستان سرآب، بخش مرکزی، دهستان صائین، ۵۰۰ متری ضلعه جنوبی روستای نشتبان واقع شده و این اثر در تاریخ ۲۷ اسفند ۱۳۸۶ با شمارهٔ ثبت ۲۲۷۴۲ به‌عنوان یکی از آثار ملی ایران به ثبت رسیده است.